# Розовая щурка
Ро́зовая щу́рка (лат. Merops malimbicus) — вид птиц из семейства щурковые.

## Описание
Длина тела 22—25 см. Масса птицы 45 грамм. Верхняя часть головы, задняя часть шеи, спина, хвост и крылья грифельно-серого цвета. Клюв чёрный. От клюва к глазу и чуть далее тянется чёрная полоса. Ниже неё проходит белая полоса. Горло и брюшко птицы окрашены в ярко-розовый цвет..

## Распространение
Обитает в Африке: на территории Нигерии, Экваториальной Гвинеи, Габона, Конго, Анголы и Демократической Республики Конго. На зиму мигрирует в Гану.